# Jean-Marie Bonte
Jean-Marie Bonte is een Belgische CD&V politicus. Hij is ere-burgemeester van Oostrozebeke.

## Biografie
Jean-Marie Bonte volgde in de middelbare school aan het VTI Waregem Industriële Wetenschappen. Daarna startte hij studies regentaat Nederlands, geschiedenis en godsdienst, maar stopte na een half jaar met die studies en ging werken. In avondonderwijs volgde hij een opleiding bouwkundig tekenaar. Hij werd vanaf 1969 bouwkundig tekenaar bij Voeders Vanden Avenne. In 1976 werd hij werfconducteur en vanaf 1982 werkte hij bij een schildersbedrijf. Zijn oom Marcel Bonte was een tijd burgemeester van Oostrozebeke.
Ook Jean-Marie Bonte was actief in het verenigingsleven en ging in de politiek. In 1984 nam hij een eerste keer deel aan de provincieraadsverkiezingen. Pas nadat zijn oom met gemeentelijke politiek was gestopt, nam hij ook een eerste keer deel aan de gemeenteraadsverkiezingen van 1988. Vanaf 1989 zetelde hij als gemeenteraadslid in de oppositie, tot de verkiezingen van 1994. In 1995 werd hij burgemeester van Oostrozebeke. In 2000 en 2006 werd hij herkozen voor de lijst CD2000.
Bij de verkiezingen van 2012 haalde zijn partijgenoot Karl De Clerck 50 voorkeurstemmen meer. Er werd een akkoord gesloten dat Bonte burgemeester bleef tot 31 december 2015. Sedert 1 januari 2016 is Bonte opnieuw gemeenteraadslid.